# Clephydroneura bidensa
Clephydroneura bidensa är en tvåvingeart som beskrevs av Shi 1995. Clephydroneura bidensa ingår i släktet Clephydroneura och familjen rovflugor.
Artens utbredningsområde är Yunnan (Kina). Inga underarter finns listade i Catalogue of Life.